# カリフォルニア州の人口動態

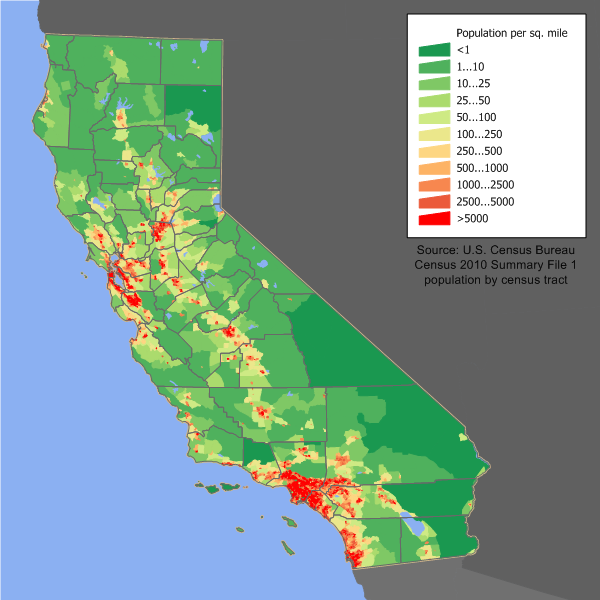
カリフォルニア州の人口密度図

本稿ではカリフォルニア州の人口動態について記す。カリフォルニア州はアメリカ合衆国で最も人口の多い州である。多種多様な民族、人種、出身国および宗教の出自を持った人々から構成されている。現在でもかなり多くの移民を惹きつけ続けており、総数で劇的に増加しつつある。人口の大半はロサンゼルス、サンフランシスコ、サンディエゴ、サクラメントおよびフレズノの各都市圏に集中している。

## 人口
カリフォルニア州は北アメリカでは最も人口の多い地方政体である。独立国と比較した場合、世界で34番目に人口の多い国となる。アメリカ合衆国の中では次に人口の多いテキサス州に比べて約3割多い。カリフォルニア州は1962年にニューヨーク州を抜いて人口最大の州になった。
2009年現在、その人口は36,961,664人と推計され、国内で13番目に増加率の高い州である。前回2000年の国勢調査から3,090,016人増えており、自然増（出生5,058,440、死亡2,179,958）並びに州内への移住者純増306,925人が含まれている。アメリカ合衆国外からの移住で1,816,633人増加し、合衆国内部への移住で1,509,708人減少した。
カリフォルニア州には過半数となる民族集団はない。非ヒスパニック系白人が人口の40.1％を占めている。スペイン語が英語に次いで話されている言語であり、特にロサンゼルス都市圏や、サンディエゴ郡やインペリアル郡といったメキシコとの国境に近い郡では多い。住民の43％近くが家庭で英語以外の言語を話しており、この比率は他の州に比べてかなり高いものである。
人口統計学者は2020年までにヒスパニック系が過半数になると推計している。これは大規模な移民が続いていることと、ヒスパニック移民の出生率が非ヒスパニックのそれよりも高いという事実を基にしている。
州の人口重心はバトンウィロウ（国勢調査指定地域）がある、カーン郡となっている。

## 人種と出身民族による構成
2010年国勢調査によれば、カリフォルニア州の人口のうち、40.1％が非ヒスパニック系白人、アフリカ系アメリカ人は5.8％、アジア系アメリカ人は12.8％、アメリカ・インディアンは0.4％、混血は2.6％となっている。人口の37.6％はヒスパニック系である。
白人の数では21,453,934人と国内最大の州であり、アフリカ系アメリカ人は2,299,072人と国内5位である。アジア系アメリカ人は4,861,007人であり、国内のアジア系人口1,467万人の約3分の1がカリフォルニア州に住んでいることになる。インディアン人口は362,801人でこれも国内最高である。
白人の構成比は57％だが、非ヒスパニック系白人が上記のように過半数に満たない最大構成比の人種となっている。それでも非ヒスパニック系白人の人口は約1,500万人と国内の州で最大である。非ヒスパニック系白人の構成比は1960年に約92％だったが、大きく数値を下げてきた。非ヒスパニック系白人以外の民族（いわゆる少数民族）の人口が約2,200万人であり、これも国内の州で最大である。アメリカ合衆国の少数民族は約1億人なので、そのうち約20％がカリフォルニア州に住んでいることになる。
ニューメキシコ州とテキサス州ではヒスパニック系の人口構成比が高いが、カリフォルニア州のヒスパニック人口はどの州よりも大きい。アジア系アメリカ人の場合も、ハワイ州だけが人口構成比がカリフォルニア州より高い
出身国の統計では、メキシコが最大で25％、ドイツ9％、アイルランド7.7％、イギリス7.4％の順になっている。その他アルバニア、ハイチ、パキスタン、ソマリアなど全部で70近い民族が上がっている。ロサンゼルスとサンフランシスコ両市では、フランス、イタリア、ポルトガル、ロシアおよびスカンディナヴィアを出自とする人々が多い。
| 人種 | 白人   | アフリカ系 | インディアン* | アジア系 | 太平洋諸島系* |
| --- | ------ | ---------- | ------------- | -------- | ------------- |
| 2000年 （総人口） | 79.75% | 7.65%      | 1.99%         | 12.39%   | 0.69%         |
| 2000年 （ヒスパニックのみ）                                                                                               | 30.79% | 0.61%      | 0.85%         | 0.45%    | 0.13%         |
| 2005年 （総人口） | 79.07% | 7.45%      | 1.93%         | 13.47%   | 0.71%         |
| 2005年 （ヒスパニックのみ）                                                                                               | 33.59% | 0.67%      | 0.84%         | 0.47%    | 0.13%         |
| 2000–05年成長率 （総人口）                                                                                                | 5.76%  | 3.90%      | 3.58%         | 16.01%   | 10.13%        |
| 2000–05年成長率 （非ヒスパニックのみ）                                                                                    | -0.91% | 2.80%      | 1.87%         | 16.18%   | 9.65%         |
| 2000–05年成長率 （ヒスパニックのみ）                                                                                      | 16.36% | 16.48%     | 5.87%         | 11.68%   | 12.29%        |
| *「インディアン」はアメリカインディアンやアラスカインディアンを指す。「太平洋諸島系」はハワイや太平洋諸島の先住民を指す。 |        |            |               |          |               |

### ヨーロッパ系および中東系アメリカ人
カリフォルニア州には国内どの州よりもヨーロッパ系アメリカ人の人口が多い。例えば2000年時点で、ブルガリア系やハンガリー系のアメリカ人はどの州よりも多かった。アルメニア系アメリカ人も60万人おり、ロサンゼルス市の北にあるグレンデールやフレズノ市で大きな地域社会を構成している。ロサンゼルス市やサンフランシスコ市では19世紀後半の移民によって築かれたアイルランド系、イタリア系、ギリシャ系、ドイツ系、およびポーランド系の地域社会がある。1848年のカリフォルニア・ゴールドラッシュで移民の波に入ってきたスカンディナヴィア系、フランス系、イングランド系およびウェールズ系住民も多く、また旧ユーゴスラビア系、ボスニア系、クロアチア系およびセルビア系住民もいる。
南カリフォルニアには約50万人のイラン系アメリカ人がおり、特にビバリーヒルズ住民の20％を構成している。イラン系アメリカ人の地域社会はサンフェルナンド・バレー、オレンジ郡、サンディエゴ市、パームスプリングス地域およびサンホアキン・バレーでも繁栄している。1970年代後半にアメリカ寄りのイラン国王政権が追放された後に移民してきたものが多い。アフガニスタン系は50万人以上がイーストベイのフリーモントとヘイワードに集中している。アフガニスタン系はアラメダ郡など州内各所にも住んでいる。
アラブ系アメリカ人も50万人以上おり、アラメダ、フレズノ、インペリアル、カーン、オレンジ、サンバーナーディーノ、サンディエゴ、スタニスラウスの各郡に大きな地域社会がある。アラブと中東の各地域を含んでいるが、特に多いのはパレスティナであり、その後にエジプト、イラク、ヨルダン、リビア、レバノン、シリアおよびサウジアラビアが続いている。アラブ系は1920年代以降にカリフォルニアに住んでおり、特にセレスとターロックのアッシリア系とカルデア系、およびコーアチェラ・バレーが有名である。サンディエゴ市は国内でも最大級のカルデア系移民が集中している。

### ヒスパニック系アメリカ人
主にメキシコ人のヒスパニック系は圧倒的に南カリフォルニアの特にロサンゼルス市に多い。ロサンゼルス市自体がアメリカ合衆国でも最大のメキシコ系社会と言われている。ロサンゼルス郡の場合はヒスパニック系が人口の40％以上を占めて最大民族になっている。ベーカーズフィールド、フレズノ、サクラメント、サンノゼ、ロングビーチ、アナハイム、リバーサイドおよびサンディエゴの各市でも大きな地域社会を形成している。サンタアナでは住民の75％がヒスパニック系である。
メキシコとの国境に接するインペリアル郡は70ないし75％がヒスパニック系である。リバーサイド郡の特にコーアチェラ・バレー東端でもヒスパニック系が多い。セントラルバレーには多くのメキシコ系農場労働者が移民してきている。コルサ郡、フレズノ郡、カーン郡、キングス郡、マデラ郡、マーセド郡、サンベニト郡、サンタクルーズ郡、トゥーレアリ郡およびヨロ郡でもヒスパニック系が過半数を占めている。
サンフランシスコ・ベイエリアではヒスパニック系が20％になっている。サンマテオ郡、アラメダ郡およびサンタクララ郡に多く、またサンフランシスコのミッション地区にも多い。ナパ・バレーとサリナス・バレー移民農場労働者によって作られた大きなヒスパニック系地域社会がある。
マリポサ郡では、カリフォルニアのアメリカ併合以前の時代にまで遡ってカリフォルニオあるいはスペイン系アメリカ人と自らを同定する者の小さな社会がある。カリフォルニオの文化はメキシコなどラテン系民族と密接な関係がある。
州内のヒスパニック系はほとんどがメキシコ出身だが、キューバ系、プエルトリコ系、グアテマラ系、ホンジュラス系、エルサルバドル系とニカラグア系、チリ系、コロンビア系およびペルー系も多く居る。ロサンゼルスにはアメリカ合衆国では最大の中央アメリカ系の社会があり、また1910年代以来のメキシコ系社会も最大である。

### アジア系アメリカ人
アジア系では中国人が1850年代から、日系人が1880年代から、さらにフィリピン人も1世紀以上にわたる地域社会を形成してきた長い歴史がある。1965年以降アジア系の大きな移民の波が訪れ、中国人や韓国人、東南アジア人が増えた。南アジア人の場合はさらに最近のことであるが、急速に成長している。
フィリピン系アメリカ人はロサンゼルス、サンディエゴ、サンフランシスコ各市とサンマテオ、ソラノ各郡に特に多く、南カリフォルニアではアルテシア、ボールドウィン、カーソン、セリトス、コビーナ、ウェストコビーナおよびロサンゼルス市のイーグルロック地区に地域社会を形成してきた。サンディエゴ市の周辺では、ミラミサ、ナショナルシティおよびチュラビスタに多い。ベーカーズフィールドに近いデラノなどサンホアキン・バレーの町、コーアチェラ・バレーとインペリアル・バレーの地域、サリナス、ストックトンおよびランスロップにもフィリピン系住民の数が多い。
中国系アメリカ人はサンフランシスコ、オークランド、サンフランシスコ・ベイエリアのイーストベイとサウスベイ、サクラメント、サンディエゴおよびロサンゼルス郡のサンガブリエル・バレー地域に多い。サンフランシスコ・ベイエリアはアメリカ合衆国のどこよりも広東語を話す中国人が集中している。南カリフォルニアはおそらく国内最大の台湾系アメリカ人の社会があり、特にサンガブリエル・バレー、セリトス、ウェストコビーナ、アーバインおよびロサンゼルス市のサウスベイに多い。
韓国系アメリカ人の社会はロサンゼルス市のコーリアタウン、サンガブリエル・バレー東部、サンフェルナンド・バレー、セリトスとロングビーチ、ロサンゼルス市のサウスベイおよびオレンジ郡北部に存在している。他にもサンフランシスコ・ベイエリアに多く、インランド・エンパイア地域の郊外、チノ、コロナ、デザートホットスプリングスおよびサンディエゴのような都市で韓国系人口が増加している。
ロサンゼルス市のサウスベイとリトル・トーキョーには大きな日系アメリカ人社会がある。しかし日系人はサンフランシスコとそのベイエリアの対岸、サンノゼ、サリナス・バレーおよびベーカーズフィールド、フレズノ、サンディエゴ、サンバーナーディーノ、サンタバーバラおよびサクラメント地域にも集中している。州内には日系商品店、新聞社およびレストランがあったが、リトルトーキョーとジャパンタウンの大半は第二次世界大戦の日系人の強制収容の時に無くなった。その結果、都市部の日系人の大半は歴史的な日系人社会に住んでいない。
カリフォルニアにはミャオ族や中国系ベトナム人を含むベトナム人など東南アジア系の人口も多い。ロングビーチには国内最大級のカンボジア人社会がある。隣接するウェストミンスターやガーデングローブにはベトナム国外では最大のベトナム人社会があり、「リトルサイゴン」と呼ばれている。ベトナム人とカンボジア人移民はサンフランシスコ・ベイエリアの特にサンノゼ、サンタクララ、サニーベール、にも多く、またサンホアキン・バレーやサンディエゴにもいる。6,000人以上のラオス人がフレズノ地域に住んでおり、その中にはミャオ族として最大の社会もある。タイ系の社会は南カリフォルニアに集中している。ロサンゼルス市にはタイ国外では最大の人口がおり、世界で最初かつ唯一のタイタウンがある。
インド系アメリカ人の人口もカリフォルニアが国内最大である。大半はロサンゼルス都市圏、サンディエゴおよびサンフランシスコ・ベイエリアに住んでいる。ロサンゼルス市郊外のアーテシアとセリトスにも大きなインド系社会がある。サンノゼ、フリーモント、およびシリコンバレーの他の都市にも多く、ハイテク産業に雇用されている。ストックトン、ベーカーズフィールド、フレズノ、ユバシティのようなセントラルバレーの都市や、インペリアル・バレーにも多い。南アジア系は大半がインド人だが、パキスタン系、バングラデシュ系もいる。スリランカ系（シンハラ人）とタミル系はロサンゼルス地域のサンガブリエル・バレー（コビーナ・バレー）に集中している。
| アジア系アメリカ人の人口と構成比 |           |      |
| インド系                         | 464,761   | 1.3% |
| 中国系                           | 1,162,242 | 3.2% |
| フィリピン系                     | 1,126,245 | 3.1% |
| 日系人                           | 288,720   | 0.8% |
| 韓国系                           | 410,566   | 1.1% |
| ベトナム系                       | 535,233   | 1.5% |
| その他のアジア系                 | 485,525   | 1.3% |
| 出典：Factfinder                 |           |      |

### 太平洋諸島系アメリカ人
カリフォルニア州には太平洋諸島系アメリカ人が15万人居る。その過半数の8万人はハワイ生まれのポリネシア系である。またアジア、ヨーロッパなどの祖先を持つ者も多い。アメリカ領サモアやサモアの出身者も25,000人居る。大半はロングビーチやロサンゼルス市郊外のカーソン、アーテシア、セリトス、レドンドビーチ、オーシャンサイドおよびアップランドに住んでいる。グアム島や北マリアナ諸島のチャモロ人約1万人が北カリフォルニアに住んでおり、アメリカ合衆国本土では最大のミクロネシア人社会となっている。フランス領ポリネシアのタヒチ島人推計1万人が南カリフォルニアに住んでいる。
南カリフォルニアのサンディエゴ、ビスタなどの都市にはパラオ出身者が多い。パラオ人の社会はマレーシア、インドネシアおよびメラネシア人の子孫であることも多いが、日系人の子孫も多く、また中国人。韓国人およびフィリピン人の子孫もいる。多くのチューク諸島人がサンディエゴに住んでいるが、チューク諸島の当初入植者はスペイン人とドイツ人であり、現在は日本人と韓国人、続いてフィリピン人と中国人である。西太平洋の太平洋諸島人の大半は一部アジア人である。第二次世界大戦中に日本人がミクロネシア連邦、マーシャル諸島および北マリアナ諸島を占領したためである。

### アフリカ系アメリカ人
カリフォルニア州には230万人のアフリカ系アメリカ人が居り、アメリカ合衆国西部の諸州では最大、国内全体でも第5位となっている。コンプトン、フェアフィールド、イングルウッド、ロサンゼルス、ロングビーチ、オークランド、リッチモンド、サクラメント、サンバーナーディーノおよびヴァレーホに大きなアフリカ系アメリカ人社会がある。ベーカーズフィールド、バークレー、イーストパロアルト、フォンタナ、フレズノ、マリンシティ、モデスト、モレノバレー、リアルト、サンディエゴ、サンフランシスコ、ストックトンおよびサスーンシティにもそこそこのアフリカ系人口がある。
アフリカ系アメリカ人の構成比は約7％であるが、1990年代と2000年代には構成比が小さくなってきた。アフリカ系中流階級が郊外に転出したためにロサンゼルス市の南部と中部のアフリカ系人口が大きく減少した。数十万人のアフリカ系がアメリカ合衆国南部に移動した。その祖父の世代が20世紀半ばの大移住の時代には逆のコースを辿ってきた可能性がある。
アフリカ系アメリカ人の多い郊外地域は、インランド・エンパイア、ロサンゼルスの北のハイデザート（パームデールとビクタービル）およびサンホアキン・バレー（ストックトンからモデスト、サクラメント、フレズノ、ベーカーズフィールド）である。

### アメリカ・インディアン
2000年時点でカリフォルニア州のアメリカ・インディアンは376,000人が居り、国内最大である。カリフォルニア州居住であろうとあるまいとカリフォルニア州のインディアン部族の大半は19世紀後半に絶滅されたとされている。国勢調査には「ラテン系インディアン」という分類も含まれており、南北アメリカのアメリンディアンの血を引く者の移民である。
チェロキー・ネーションが州内最大の部族であり、人口は11万人だが、人口統計学者に拠るとチェロキー族の子孫は60万人を超えている可能性があるとのことである。1930年代と1940年代にアメリカ合衆国中西部で起こったダストボウルから避難してカリフォルニアの農業郡や都市部で仕事を求めた民の子孫であることが多い。都市部のインディアン社会で大きなものは、ロサンゼルスとロングビーチ、サンフランシスコとオークランド、サクラメント、およびサンディエゴの地域である。
部族としてはアパッチ族、チョクトー族、クリーク族、ホピ族、ズニ族、ナバホ族、ブラックフット族、ショショーニ族、パイユート族、プエブロ族、カウィーア族、およびチュマシュ族の人口が多い。コーアチェラ・バレーのカウィーア族は不動産の賃貸から利益を得ており、インディオとパームスプリングスの多くの土地は部族の法制の下に部族が所有する土地である。

## 不法滞在移民
2009年に不法滞在移民は人口の7％に上ると推計されており、アリゾナ州も同規模である。

## 言語
2000年時点で5歳以上のカリフォルニア州住民の60.5％は家庭で英語を話し、25.8％はスペイン語を話している。中国語が第3位であり2.6％、タガログ語2.0％、ベトナム語1.3％と続いている。州内で200以上の言語が読み書きされている。スペイン語は州の「代替」言語として使われている。
州内には100以上の現地語があり、世界でも言語的に最も多様な地域の1つにしている。現地語の全てが絶滅危惧されているが、その言語の再生に向けた動きは無い。
カリフォルニア州憲法の下で、1986ねに命題63号が成立して以来、英語を州内共通かつ公式の言語としてきた。言語の問題は州内でも重大な政治問題であり、特に移民言語の教育と公式の使用を規制する言語政策に関するところが大きい。

## 宗教
カリフォルニア州は50州の中でも最もローマ・カトリック教徒の数が多く、またプロテスタント、無宗教、ユダヤ教およびイスラム教の各教徒数も同様である。カトリック教徒が次に多いのはニューヨーク州である。ユタ州以外ではモルモン教徒が最も多い州でもある。キリスト教徒に次ぐ宗教に関する最も多い集団は無宗教であり、無神論者と不可知論者が入っている。その比率が最も早く成長している。アメリカ・ユダヤ教徒社会も大きく、アメリカ合衆国西部では最大であり、ロサンゼルス、ビバリーヒルズ、サンフランシスコ、オークランド、サクラメントおよびパームスプリングスに集中している。イスラム教徒人口も急成長しており、ロサンゼルス西部、サンディエゴ、オレンジ郡、サンタクララ郡およびモデストの地域に大きなイスラム教社会がある。
カリフォルニア州のローマ・カトリック教徒の大半はメキシコ系であり、その他のヒスパニック系、アイルランド系およびイタリア系と続いている。ヒスパニック系移民の流入でローマ・カトリック教徒の人口が急成長している。非ヒスパニック白人の間でもローマ・カトリックが多く信仰されているが、アフリカ系アメリカ人や非ヒスパニック黒人の間ではそうでもない。プロテスタントは非ヒスパニック黒人や白人の間では多数となるキリスト教宗派である。
2000年時点でカリフォルニア州における最大キリスト教宗派はローマ・カトリックで、信仰者の数は10,079,310人である。末日聖徒イエス・キリスト教会が529,575人であり、サザン・バプテスト・コンベンションが471,119人である。ユダヤ教徒は994,000人で州人口の3％になっている。
ヒンドゥー教、仏教、神道、シク教および道教が一部アジア系移民によって導入されてきた。20世紀末時点で、アメリカ合衆国の仏教徒の40％が南カリフォルニアに居住している。ロサンゼルス都市圏は仏教のあらゆる宗派を代表する組織が単一都市の中に見出される唯一の場所として、仏教徒の世界でも特異なものになってきた。北カリフォルニアのシティ・オブ・テンサウザンド・ブッダズと南カリフォルニアのシー・ライ・テンプルはアジア以外では最大級の仏教寺院である。ヒンドゥー教徒の人口も大きくなりつつある。
ロサンゼルスはユダヤ系アメリカ人の推計人口が55万人以上おり、北アメリカではニューヨーク市に次いで大きなユダヤ人社会を形成している
イスラム教徒の数でもカリフォルニア州は最大の州であり、推計で総人口の1％になる。南カリフォルニアに多く、サンディエゴには10万人が住んでいる。
カリフォルニア州の宗派別人口構成比
- プロテスタント – 33%
  - バプテスト – 4%
  - 長老派教会 – 3%
  - メソジスト – 2%
- ローマ・カトリック – 31%
- 末日聖徒イエス・キリスト教会 – 2%
- ユダヤ教 – 2%
- イスラム教 – 1%
- その他の宗教 – 4%
- 無宗教 – 21%

ピュー・リサーチセンターの調査ではカリフォルニア州がアメリカ合衆国の他の州に比べて宗教色が薄いとしている。カリフォルニア州民の62％が神を信じることについて「絶対に確か」と答えているが、全国平均は71％である。またこの調査では、カリフォルニア州民の48％が宗教は「大変重要」と答えたが、全国平均は56％である。

## 都市と町
カリフォルニア州にはアメリカ合衆国の都市で人口数上位50都市に入る都市が8つあり、全米50州の中で最大である。上位10都市の場合でも3都市が入り、テキサス州と並んで最大である。ロサンゼルス市は人口400万人以上を抱え、州内最大かつ全米でも第2位である。その他の大都市はサンディエゴ市（全米第9位）、サンノゼ市（第10位）、サンフランシスコ市（第12位）、ロングビーチ市（第34位）、フレズノ市（第37位）、サクラメント市（第38位）およびオークランド市（第44位）である。